# Fusarium fujikuroi
Fusarium fujikuroi är en svampart som beskrevs av Nirenberg 1976. Fusarium fujikuroi ingår i släktet Fusarium och familjen Nectriaceae.   Inga underarter finns listade i Catalogue of Life.